# 京都市営トロリーバス
京都市営トロリーバス（きょうとしえいトロリーバス）は、京都市（京都市電気局 - 京都市交通局）が運営していた無軌条電車（トロリーバス）。

## 概要
日本最初のトロリーバスは、兵庫県宝塚市で1928年（昭和3年）に開業した日本無軌道電車であるが、この路線は営業不振の上に故障が多く、開業から僅か4年後の1932年（昭和7年）4月に廃止された。その後も阪神電気鉄道傘下の摂津電気自動車による香櫨園駅 - 苦楽園など導入が計画された路線はいくつかあったが、実現する前に各々の問題で立ち消えとなっていた。
京都市では、四条通上の四条大宮以東に市電（四条線）を開業させたが、以西については国鉄山陰本線と軌道線との平面交差を嫌う国鉄の方針から、四条通上の踏切を通る市電の敷設は許可が下りず、延伸が止まっていた（山陰本線の四条通と交差する区間が高架化されたのは1976年）。七条線においては、市電の線路を地下に掘り下げる形で山陰本線と立体交差にする手段をとったが、四条通地下には京阪電気鉄道新京阪線（現阪急京都本線）が通っており、掘り下げることは不可能だった。
このような中、将来の経済的逼迫の緩和も兼ね、該当区間にトロリーバスを導入することとなり、1932年（昭和7年）に京都市電無軌条線が四条大宮 - 西大路四条間が開業した。都市交通としてのトロリーバスとしては日本初であり、1943年（昭和18年）に名古屋市営トロリーバスが開業するまでは日本唯一のトロリーバス路線でもあった。
1958年（昭和33年）には梅津線が無軌条化され、無軌条線と統合。四条大宮 - 梅津間を梅津線として一体運行を実施。さらに1962年（昭和37年）には松尾橋まで路線を延ばして総延長は5.2kmとなった。
トロリーバスの車両基地は市電の壬生車庫に併設され、四条大宮から壬生車庫までの間にはトロリーバス用の架線が敷設された。その後、1958年（昭和33年）にトロリーバス専用の梅津車庫が設置され、車両基地は壬生車庫から梅津車庫へ移転した。
しかし、全国の都市型トロリーバスと同様に、車両更新時期が迫ったこと、ディーゼルバスが大型になり代替可能な輸送力が確保可能となったことなどの要因から、市電同様整理対象になり、1969年（昭和44年）に全廃され市営バスに転換された。

## 路線
1969年（昭和44年）10月当時
- 梅津線
  - 路線距離：四条大宮 - 松尾橋 5.2km
  - 電化方式： 直流600V
  - 停留所数：15（うち急行停車11）

## 沿革
- 1932年（昭和7年）4月1日 無軌条線 四条大宮 - 西大路四条 1.6km 開業
- 1940年（昭和15年）12月2日 急行運転開始（日曜祝祭日を除く 午前6時 - 午前9時・午後4時 - 午後7時）
- 1943年（昭和18年）
  - 2月21日 急行運転強化（日曜祝祭日を含む毎日 午前6時 - 午前10時・午後4時 - 午後8時）
  - 11月1日 終日急行運転実施（終了期日不明）
- 1958年（昭和33年）12月1日 梅津線 2.1km を無軌条化し、無軌条線を統合。四条大宮 - 梅津（後に高畝町と改称）間直通運転開始
- 1962年（昭和37年）
  - 3月27日 急行運転開始（日曜祝日を除く 午前7時 - 午前9時）
  - 5月1日 高畝町 - 松尾橋 1.5km 開業
- 1969年（昭和44年）
  - 7月19日 廃止申請
  - 10月1日 全線廃止し、市営バス77号系統に転換

## 接続路線
1969年（昭和44年）10月当時
- 四条大宮停留所：
  - 京都市電千本線、大宮線、四条線（四条大宮電停）
  - 京福電気鉄道嵐山本線（四条大宮駅）
  - 京阪神急行電鉄京都本線（大宮駅）
- 西大路四条停留所：
  - 京都市電西大路線（西大路四条電停）
  - 京福電気鉄道嵐山本線（西院駅）
  - 京阪神急行電鉄京都本線（西院駅）

## 輸送実績
| 年度 | 旅客輸送人員（千人） |
| ---- | -------------------- |
| 1958 | 7,421                |
| 1963 | 12,127               |
| 1966 | 10,237               |

- 私鉄統計年報各年度版

## 車両
開業当時は国内にトロリーバスの技術がなかったため、最初の4両は英国からの輸入車である。国内メーカーからも試作車が納入された。1形から4形までは形式と番号をそれぞれ順番に付けたため、1形（の1号）を除くと形式と番号が一致しない（京都市交通局では、1形 - 4形を一括して「1形」と分類している）。戦後はすべて国産となり、最後の300形は市電700形と共通するデザインで誕生した。
- 1形
  - 1932年。2両（1 - 2号）。英国ガイ・モータース (Guy Motors) 製。全長8.23メートル[2]。4枚折戸が車体の前後に設けられた2扉車[3]。
- 2形
  - 1932年。2両（3 - 4号）。英国イングリッシュ・エレクトリック製。全長8.23メートル。4枚折戸が車体の中央部に設けられた1扉車[2][4]。
- 3形
  - 1932年（5号）、1939年（7号）。2両（5号、7号）。国産車（車体は日本車輌、電機品は三菱電機が製作）。4枚折戸が車体の中央部に設けられた1扉車[2]。
- 4形
  - 1933年。1両（6号）。国産車（川崎車輛製、電機品は東洋電機が製造）[2]。1扉車。
- 100形
  - 1952年 - 1953年。6両（101 - 106号）。1扉車。車体はナニワ工機、車台は日野ヂーゼル、電機品は三菱電機が製造。全長9.1メートル。2枚折戸が車体の中央部に設けられた1扉車[2]。
- 200形
  - 1955年。2両（201 - 202号）。メーカーは100形と同様。全長10.02メートル。乗降扉が車体前部と中央部に設けられた2扉車[2]。
- 300形
  - 1958 - 1965年。18両（301 - 318号）。車体はナニワ工機、車台は日野ヂーゼル、三菱日本重工業（現在の三菱ふそうトラック・バス）製。車体の前部に3枚折戸、後部には4枚折戸が設けられた2扉車[2]。廃止後、1972年に318号が京都市バスの電気バス実験車両「みどり号」に改造された（車番：689）。床下にユアサ製2V鉛電池250個を搭載し1充電で60km走るとされたが、八条営業所に所属し4号系統で1日2往復していた[5]。